# Thomisus nepenthiphilus
Thomisus nepenthiphilus is een spinnensoort in de taxonomische indeling van de krabspinnen (Thomisidae).
Het dier behoort tot het geslacht Thomisus. De wetenschappelijke naam van de soort werd voor het eerst geldig gepubliceerd in 1930 door Jean-Louis Fage.